# Babiana odorata
Babiana odorata är en irisväxtart som beskrevs av Harriet Margaret Louisa Bolus. Babiana odorata ingår i släktet Babiana och familjen irisväxter. Inga underarter finns listade i Catalogue of Life.